# Martina Zvěřinová
Martina Zvěřinová, född 22 juli 1983, är en tjeckisk orienterare som tog silver i stafetten vid VM 2011. Som junior tog hon totalt ett guld och ett silver vid junior-VM.